# Arbidel González
Arbidel González Álvarez (Corvera, 31 de agosto de 2002) es un deportista español que compite en natación, especialista en el estilo mariposa.
Ha obtenido algunos tiunfos en competiciones internacionales: primer lugar en el Abierto de Portugal de 2024 (100 m mariposa) y en el Abierto de la Acrópolis de 2024 (200 m mariposa).
Participó en los Juegos Olímpicos de París 2024, ocupando el decimosexto lugar en la prueba de 200 m mariposa.
Estudió Ciencias de la Actividad Física y del Deporte en la Universidad Católica San Antonio de Murcia.